# KTLA
KTLA는 미국의 로스앤젤레스의 지역 방송이다.

## 연혁
- 1947년- 개국(당시 미국에서 가장 먼저 개국/1995년까지 독립 방송국이었다.)
- 1995년- 더 WB로 들어감.
- 2006년 -The CW 계열이 됨.